# La lunga notte dell'investigatore Merlo
La lunga notte dell'investigatore Merlo è una storia a fumetti di Leo Ortolani, pubblicata per la prima volta nel 1997 dalle Edizioni Bande Dessinée.
L'idea è ispirata al film Il mistero del cadavere scomparso, ma si trasformò successivamente in una parodia di Casablanca.

## Trama
La storia ha come protagonista uno sfortunato investigatore che viene rintracciato da una sua ex-ragazza per ritrovare suo marito: la ricerca li porterà nella locanda dei granchi monchi, poi al covo di anarchici detto "Oniriclub", per finire con un amore ritrovato fra Merlo e la sua ex.

## Realizzazione
Ortolani decise di realizzare questa storia nel 1993 dopo aver visto il film Il mistero del cadavere scomparso, che gli piacque molto. Decise così di ricalcare lo schema del film, affidando un caso da risolvere a un detective un po' scalcinato che nel corso delle sue goffe indagini incontra personaggi famosi della cinematografia (si vedono nelle prime pagine Rita Hayworth, Humphrey Bogart e Marilyn Monroe; tra i personaggi da inserire Ortolani pensava anche a Alfred Hitchcock, Paul Muni e Buster Keaton). Essendo impegnato in quel momento nella realizzazione di poche strisce per quotidiani e riviste, l'autore dedicò molta cura alla realizzazione della storia dell'investigatore Merlo, ma a un certo punto, per motivi personali e artistici, fermò il suo lavoro:
(Leo Ortolani)
Dopo qualche tempo Ortolani vide Casablanca e ne rimase affascinato, probabilmente perché in quel periodo stava vivendo una storia d'amore tormentata simile a quella del film. Questo lo spinse a riprendere la storia dell'investigatore Merlo e darle un taglio diverso, condito da temi tipici del film quali patriottismo, storia d'amore ecc. Tra gli elementi di Casablanca presenti nella storia ci sono i personaggi del pianista Sam (interpretato da Dooley Wilson nel film) che appare regolarmente con il suo piano per cantare e suonare As Time Goes By o quello del governativo, avente le fattezze di Guillermo Ugarte (Peter Lorre); inoltre, la copertina dell'edizione Panini Comics è ispirata a quella del film. La frase "Per quanto sia lunga la notte, non lo sarà mai abbastanza da impedire al sole di risorgere", invece, non è ispirata al film ma da una frase letta da Ortolani sul muro vicino al suo banco quando andava al liceo: "Per quanto lunga possa essere la notte non potrà mai impedire al sole di sorgere".
Nonostante le speranze di Ortolani all'inizio fossero quelle di realizzare diverse storie di Johnny Merlo, sempre con volti noti del cinema hollywoodiano in bianco e nero, la direzione che ha preso la storia a un certo punto ha fatto naufragare quel progetto. L'autore ha inoltre negato esplicitamente la possibilità di narrare altre storie sul personaggio, dato che quella già pubblicata era carica di un significato particolare a quel tempo che oggi non possiederebbe più. Ancora «stupefatto per la sua bellezza» a distanza di anni, la ritiene «perfetta così» e quindi non è disposto ad ampliarla ulteriormente.

## Personaggi
Il personaggio protagonista, Johnny Merlo, ha nel suo nome la parodia di un celebre detective della letteratura, Marlowe. Il suo modo di parlare con vocali cambiate (tipicamente la "u" al posto di alcune "o") venne inventato dai fratelli Leo e Lorenzo Ortolani quando giocavano da piccoli con i pupazzetti ed è lo stesso di un altro personaggio ortolaniano, il Giuda di Venerdì 12.
La maggior parte dei personaggi presenti nella storia sono amici di Ortolani di quel periodo, inseriti al posto dei personaggi famosi con cui aveva cominciato la storia per gli stessi motivi personali per i quali l'aveva interrotta: Sarah Mùsin è Sara (alla quale è dedicata la storia), Donàda Giòns è Massimo, il Greco è Vassili, Madame Natalie è Natalia (benché in origine dovesse avere il volto di Greta Garbo) e il pollo Adrian è Adriano.

## Storia editoriale
Inizialmente Ortolani faticò a trovare un editore per la pubblicazione de La lunga notte dell'investigatore Merlo. Fra quelli a cui propose la storia, nel 1994 uno di essi addirittura rispose al telefono: «L'investigatore Merlo? Sì, in redazione lo hanno letto, lo hanno trovato molto divertente. Non ci interessa.»
La storia venne poi pubblicata dalle Edizioni Bande Dessinée nel marzo 1997 in uno speciale da 51 pagine (in totale 56 compresi editoriali e articoli) dal grande formato (21 cm × 30 cm).
Nel maggio 2001 la Panini Comics ha ristampato la storia su Special Events n. 29 sotto l'etichetta Cult Comics, riorganizzando le vignette in 102 pagine (in totale 112 compresi editoriali e articoli) nello stesso formato. La copertina è stata colorata dal fratello dell'autore, Lorenzo Ortolani.
Nel novembre 2013 è uscita una nuova versione, nel formato orizzontale (26 cm × 18 cm) per il quale era stata pensata quando venne realizzata nel 1993. In particolare, «per recuperare le atmosfere dei fumetti di una volta» e omaggiare quelle storie del dopoguerra che usavano la bicromia (nero e rosso), Ortolani ha colorato la storia in quadricromia (con rosa e rosso mattone) con il supporto di suo fratello Lorenzo.